# Раде Ћосић
Раде Ћосић (1. август 1984) српски је глумац, редитељ и продуцент.

## Филмографија
| Год.         | Назив                              | Улога                |
| ------------ | ---------------------------------- | -------------------- |
| 2005.        | Звезде љубави                      | Јанко                |
| 2007.        | Позориште у кући                   | Родољуб Бошковић     |
| 2007.        | Вратиће се роде                    | Студент              |
| 2009.        | Браћа                              | Сава                 |
| 2009.        | Оно као љубав                      | Глумац               |
| 2010.        | Монтевидео, Бог те видео!          | Теофило Спасојевић   |
| 2012.        | Монтевидео, Бог те видео! (серија) | Теофило Спасојевић   |
| 2013.        | На путу за Монтевидео              | Теофило Спасојевић   |
| 2014.        | Монтевидео, видимо се!             | Теофило Спасојевић   |
| 2014.        | Монтевидео, видимо се! (серија)    | Теофило Спасојевић   |
| 2015.        | Окидач                             | Павле                |
| 2016.        | Чизмаши                            | Фотограф             |
| 2017.        | Афтерпарти                         | Марко Маре           |
| 2019.        | Екипа                              | Здравко Стевановић   |
| 2020.        | Јужни ветар (ТВ серија)            | Душановац            |
| 2020.        | Тате (ТВ серија)                   | Игор, Мионин шеф     |
| 2021.        | Три мушкарца и тетка               | Бата Мићко           |
| 2021.        | Радио Милева                       | Срђан                |
| 2022 - 2024. | Игра судбине                       | Љуштура / Тривановић |
| 2024.        | Прва класа- Пун гас                | Беба                 |